# José Haidar Farret
José Haidar Farret OMM (Santa Maria, 13 de março de 1942) é um professor, médico e político brasileiro, atual membro do União Brasil. Pelo Rio Grande do Sul, foi deputado estadual durante dois mandatos, além de prefeito de Santa Maria em três ocasiões. Pela mesma cidade, foi também vereador.

## Biografia
Líder estudantil na juventude, foi vereador no município de Santa Maria, por uma legislatura (1968 - 1972), sendo posteriormente eleito vice-prefeito (1972 - 1976) e duas  vezes prefeito (nos mandatos entre 1983 - 1988 e 1993 - 1997). Exerceu ainda o mandato de deputado estadual na Assembleia Legislativa do Rio Grande do Sul, por duas legislaturas. Foi filiado à ARENA e ao seu sucessor, o Partido Progressista Brasileiro, atual Progressistas, do qual se encontra desligado.
Em 1993, como prefeito, Farret foi admitido pelo presidente Itamar Franco à Ordem do Mérito Militar no grau de Oficial especial.
Nos dois mandatos de Cezar Schirmer do MDB (2009-2016) serviu como vice-prefeito e foi Secretário Municipal de Saúde, tendo assumido a prefeitura pela terceira vez, quando da renúncia do titular, para ocupar a Secretaria de Segurança Pública gaúcha.
Em 2023, anunciou a sua filiação ao União Brasil, vindo a concorrer ao cargo vice-prefeito de Santa Maria, na chapa encabeçada pelo deputado Valdeci Oliveira do PT, nas Eleições municipais no Brasil em 2024. 